# Alex Labbé
Pour les articles homonymes, voir Labbé.
Alex Labbé (né le 29 avril 1993 à Saint-Albert, au Québec) est un coureur automobile. En 2014, à 21 ans, il devient le plus jeune champion de la Série ACT. Il pilote actuellement en série NASCAR Xfinity où il a terminé 14e au classement des pilotes en 2020.

## Biographie
Il débute en karting en 2000 à l’âge de sept ans et est nommé Recrue de l’année de la catégorie « Cadet ». Dès 2001, il est champion du Québec de la catégorie. En 2003, il termine 6e du Sunoco Ron Fellows Championship en Ontario en catégorie Honda Lite. Jusqu’en 2006, il poursuit sa progression en karting tant au Québec, en Ontario qu’aux États-Unis. Il est notamment Champion du Québec de la catégorie Junior en 2004, Champion du Québec de la catégorie Rotax Max en 2005, et vice-champion de la Florida Winter Tour de la catégorie Junior Shifter aussi en 2005.
En 2007, il se lance dans les courses de VTT mais sa saison est écourtée à la suite d'une fracture subie lors d’une course à Notre-Dame-du-Bon-Conseil.
Il fait ses débuts en stock-car en 2008 dans la série Procam où il impressionne en remportant une épreuve de 200 tours à l’Autodrome St-Eustache en fin de saison. Dès l’année suivante, il est sacré champion de la série Super Truck à l’âge de 16 ans. En 2009, il remporte aussi le championnat de VTT sur neige dans la catégorie Inter.
En 2010, il passe à la série ACT Castrol. Il termine cinquième au championnat et est nommé Recrue de l’année, en plus d’être couronné du titre de « Meilleur espoir canadien en stock-car » par le réputé magazine Inside Track.
L’année suivante, il participe au World Series of Stock Car au New Smyrna Speedway en Floride. À sa deuxième année en ACT Castrol, il remporte sa première victoire à la course Montmagny 250 de l’Autodrome Montmagny. En août, il signe une impressionnante victoire lors de la course Can-Am 200 à Ste-Croix, course regroupant les pilotes des séries québécoise et américaine de l’ACT. La journée se termine toutefois dans la controverse alors qu’il est disqualifié après que son équipe ait refusé une inspection technique après la course. Il est aussi suspendu pour le reste de la saison à la suite de ces événements d’après-course.
En 2012, il participe à trois épreuves en circuit routier dans la série NASCAR Canadian Tire. Il termine sixième à son premier départ au circuit ICAR.
En 2013, il fait son retour en ACT au sein de l’équipe de courses Larue, en remplacement de Karl Allard. Il termine deuxième au championnat de la série québécoise de l’ACT grâce notamment à deux victoires, à Montmagny et à Ste-Croix, où il prend sa revanche de brillante façon en remportant la course Can-Am 200. Cette même année, il termine aussi septième au Grand Prix de Trois-Rivières en NASCAR Canadian Tire en plus de participer à la « triple couronne La Québécoise » de la série PASS North à l’Autodrome Chaudière . Toujours en 2013, il remporte sa première victoire en sol américain dans la série ACT Tour à Airborne Speedway dans l’état de New York et devient seulement le deuxième québécois, après Patrick Laperle, à triompher dans cette série en territoire américain. Il décroche aussi la position de tête de la prestigieuse course « Milk Bowl » au Thunder Road International Speedbowl dans le Vermont, où il termine troisième de l’épreuve.
En 2014, il s'illustre dans les trois séries auxquelles il participe. En plus de dominer la série québécoise de l'ACT, en route vers son premier championnat, le 28 juin il devient le deuxième québécois, aussi après Patrick Laperle, à gagner dans la série PASS North à l'Autodrome Montmagny. Le 7 septembre suivant à l'Autodrome Chaudière, il devient le premier québécois à remporter deux victoires en une saison dans cette série. Le 26 juillet, il avait décroché la pole position à son premier départ sur ovale dans la série NASCAR Canadian Tire à l'Autodrome St-Eustache
En 2016, il signe avec l'écurie Go FAS Racing et prend part à sa première saison complète dans la série canadienne de NASCAR Pinty's. Sa première victoire est acquise à l'Autodrome Chaudière le 24 juin 2016 après un combat à feu saillant. Une fois la saison terminée, il fait sa première apparition en série NASCAR Xfinity Series où il termine 23e à Phoenix. En 2017, il récolte 4 victoires en NASCAR Pinty's et effectue 2 autres départs en NASCAR Xfinity Series.

## Galerie

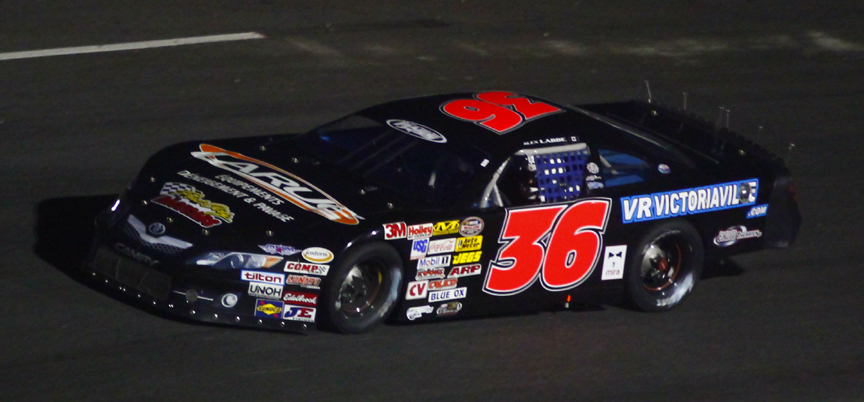
Autodrome Chaudière - PASS North - 18 mai 2013 (Photo Paul-Émile Poulin-Jacques)
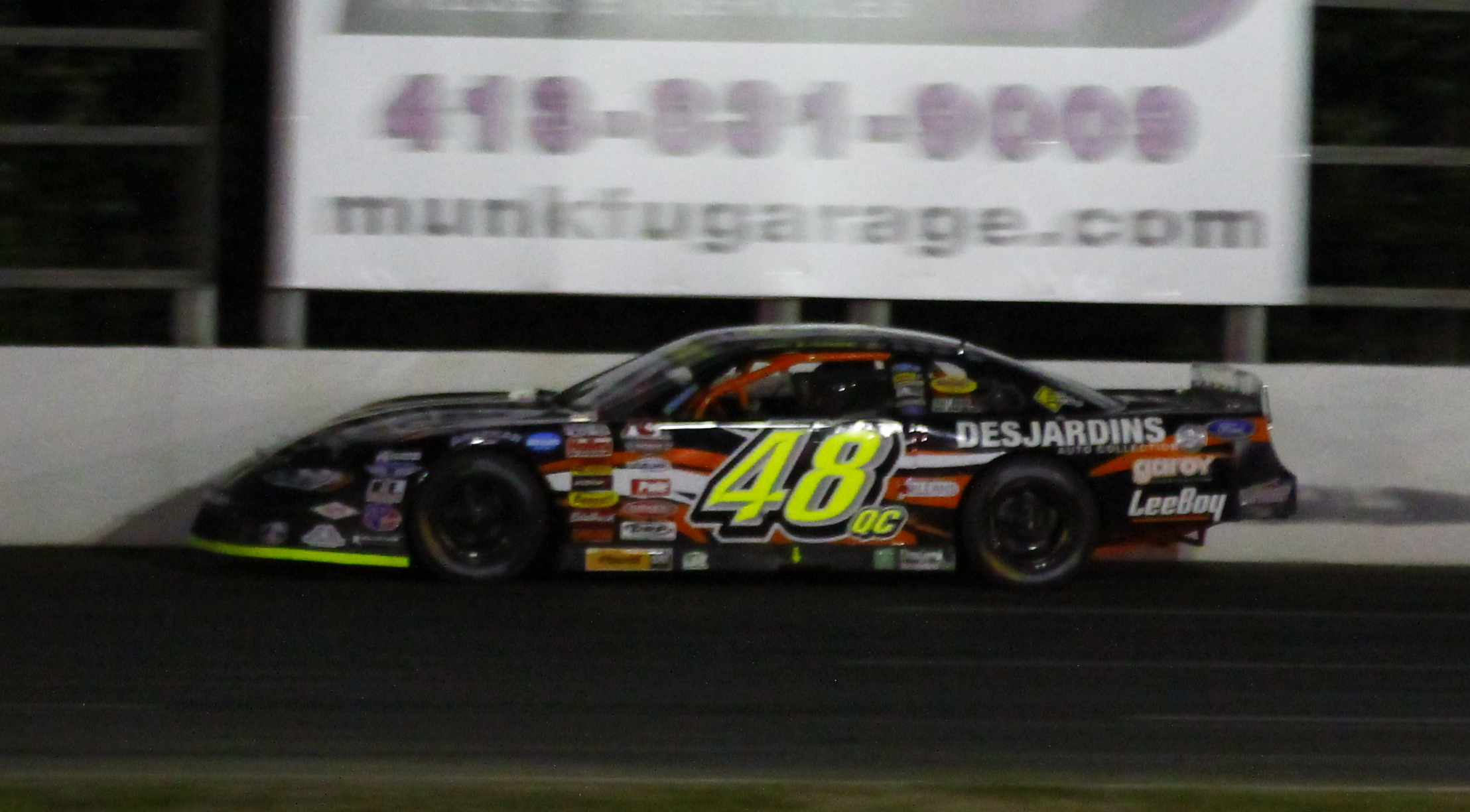
Autodrome Montmagny - Série ACT - 27 juin 2015 (photo Paul-Émle Poulin-Jacques)
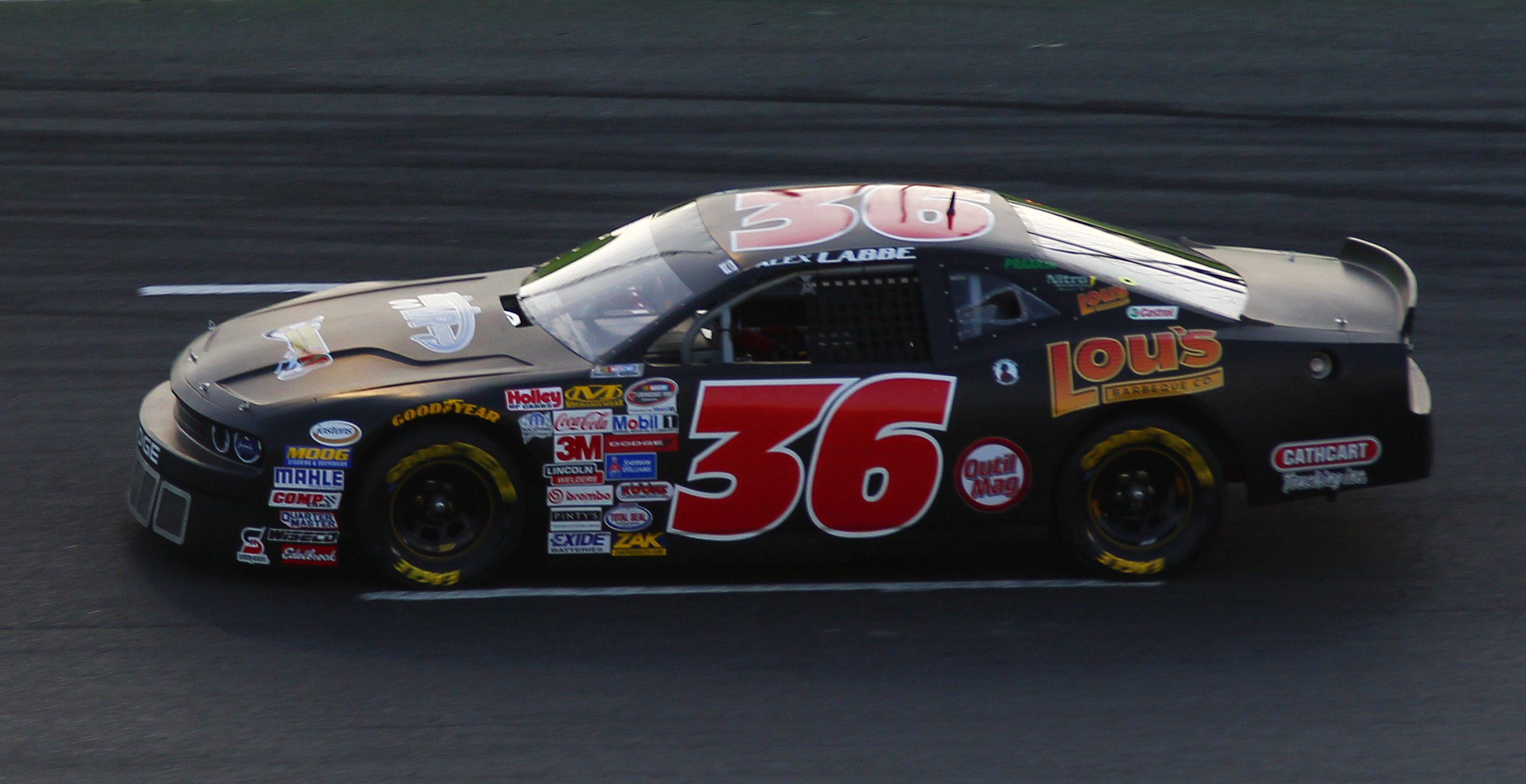
Alex Labbé - Autodrome Chaudière - Nascar Canadian Tire Series - 13 juin 2015 (Photo Paul-Émile Poulin-Jacques)

### NASCAR Canadian Tire
| Année | Départs | Poles | Victoires | Top 5 | Top 10 |
| ----- | ------- | ----- | --------- | ----- | ------ |
| 2012  | 3       | 0     | 0         | 0     | 1      |
| 2013  | 2       | 0     | 0         | 0     | 1      |
| 2014  | 4       | 1     | 0         | 2     | 2      |
| 2015  | 6       | 1     | 0         | 2     | 4      |
| TOTAL | 15      | 2     | 0         | 4     | 8      |

## Victoires d'Alex Labbé en Série ACT
| Date              | Circuit                              |
| ----------------- | ------------------------------------ |
| 2 juillet 2011    | Autodrome Montmagny                  |
| 24 août 2013      | Circuit Riverside Speedway Ste-Croix |
| 31 août 2013      | Autodrome Montmagny                  |
| 31 mai 2014       | Circuit Riverside Speedway Ste-Croix |
| 2 août 2014       | Circuit Riverside Speedway Ste-Croix |
| 14 septembre 2014 | Autodrome St-Eustache                |
| 23 mai 2015       | Autodrome St-Eustache                |
| 6 juin 2015       | Circuit Riverside Speedway Ste-Croix |
| 12 juillet 2015   | Autodrome Chaudière                  |
| 5 septembre 2015  | Autodrome Montmagny                  |

## Victoires d'Alex Labbé en ACT Tour
| Date              | Circuit                              |
| ----------------- | ------------------------------------ |
| 24 août 2013      | Circuit Riverside Speedway Ste-Croix |
| 28 septembre 2013 | Airborne Park Speedway               |

## Victoires d'Alex Labbé en PASS North
| Date             | Circuit             |
| ---------------- | ------------------- |
| 28 juin 2014     | Autodrome Montmagny |
| 7 septembre 2014 | Autodrome Chaudière |